# Мори Мотонари
Мори Мотонари (яп. 毛利 元就 Мо:ри Мотонари,  16 апреля 1497 — 6 июля 1571) — известный даймё в регионе Тюгоку в эпоху Сэнгоку. Правитель провинции Аки (современная префектура Хиросима).
Стал прототипом для фильма Акиры Куросавы «Ран».

## Хозяин замка Корияма
Мотонари унаследовал клан, происходивший непосредственно от Оэ-но Хиромото (大江広元, 1148—1225), военного стратега и политического советника Минамото Ёритомо, также служившего роду Ходзё после смерти Ёритомо. Сын Хиромото принял имя Мори, а в 1336 г. род Мори стал хозяином незначительных владений в провинции Аки, когда Мори Токитика был назначен здесь Дзито (Jito). В 1470-е гг. клан пережил борьбу за власть, результатом которой стало поглощение главной линией Мори обеих боковых ветвей рода.
Мори Мотонари родился 16 апреля 1497 года в замке Корияма (郡山城) в городе Ёсида провинции Аки, получив при рождении имя Сёдзумару. Мотонари был вторым сыном в семье 14-го главы рода Мори – Мори Хиромото (毛利 弘元), даймё в провинции Аки, который боролся против местного клана Такэда и клана Оути из соседней провинции Суо. В 1499 г. владения Хиромото находились на пути назревающего вторжения клана Амако из провинции Идзумо, и тогда Мори заключили союз с Оути. В то время Оути Ёсиоки (大内義興) был вовлечён в политическую жизнь Киото, и, пока он был далеко от родных провинций, Амако становились сильнее. В 1506 г. умер Хиромото, ему наследовал его старший сын Окимото, который помогал Ёсиоки в Киото в течение 4-х лет. Сёдзюмару тем временем прошёл церемонию совершеннолетия в 1511 г., получив имя Мори Мотонари. Внезапная смерть настигла Окимото в 1516 г., и Мотонари становится опекуном Комацумару (幸松丸), малолетнего сына умершего главы клана. Комацумару, в свою очередь, умер в 1523 г., после чего Мотонари стал официальным главой клана. Очевидно, предшественники Мори погибли при невыясненных обстоятельствах, ибо существует версия, что это был сам Мотонари, кто отправил их на тот свет. В любом случае, Мотонари не наследовал особо завидное положение.
Наиболее влиятельный даймё в провинции Аки, Такэда Мотосигэ (武田 元繁), воспользовался смертью Окимото, чтобы начать вторжение во владения родов Мори и Киккава, собрав около 5000 воинов и осадив замок Арита (有田城). К счастью для Мори, их молодой лорд быстро доказал, что является человеком действия. Мотонари, возглавив союзную армию численностью около 1000 воинов, выступил против Такэда. Командующий авангардом армии Такэда, Кумагаи Мотонао (熊谷元直), был убит в первом столкновении, и в ответ Мотосигэ лично возглавил войско против Мотонари, но сам был убит стрелой, пересекая реку Матаоутигава (又打川). Битва при Арита-Накайдэ (有田中井手の戦い), состоявшаяся 22 октября 1517 г., возможно первая битва Мотонари, была решающим моментом для Мори и значительно увеличила их влияние в провинции Аки.
В 1518 Амаго Цунэхиса совершил серию рейдов в земли Оути, отступив по возвращении Ёсиоки из Киото. В 1521 г. был подписан официальный мирный договор между двумя кланами, но длился он всего год. В 1522 г. Цунэхиса провел атаку на владения Оути в провинции Аки, принуждая Мотонари, чьи земли лежали прямо на пути Амако, подчиниться. Мотонари был немедленно отправлен к замку Кагамияма (鏡山城), пока сам Цунэхиса атаковал замок Канаяма (銀山城). Первоначально силы Амако были отражены при попытке захватить замок Кагамияма, удерживаемый Курата Фусанобу (蔵田房信). Мотонари предложил уловку, которая закончилось убийством Фусанобу. Мотонари преуспел в своем начинании – замок пал, однако Цунэхиса не продвинулся дальше в захвате замка Канаяма и отступил. Мотонари после этих событий приобрёл больше авторитета.
Также, в 1522 г. Мотонари женился на дочери Киккава Куницунэ, Мёкую (Myôkyû, 妙玖). Этот брак обеспечил дружбу с родом Киккава, и со временем произведёт троих прекрасных сыновей. В 1523 г. умирает Комацумару. Мотонари был выдвинут вассалами семьи на пост официального главы клана. Его младший брат, Сого Мотоцуна (相合元綱, умер в 1524 г.), был возмущён решением и составил заговор против Мотонари. Однако заговор был раскрыт, и в итоге Мотоцуна вынужден был совершить самоубийство. Его сторонник Кацура Хиродзуми и другие вассалы были также убиты или покончили жизнь самоубийством. Отношения между Мори и Амако ухудшались в течение следующих нескольких лет, и Мотонари решил разорвать свои связи с Амако и заключить союз с Оути.
В 1528 г. скончался Оути Ёсиоки, и ему наследовал его сын Ёситака. Амако приложили усилия, чтобы извлечь выгоду из такого поворота событий, но с минимальным успехом. Ёситака доказал, по крайней мере изначально, что является достаточно грамотным лидером, держа амбиции Амако под контролем, пока распространяется власть Оути в провинции Будзэн. Тем временем Мотонари укреплял владения Мори в провинции Аки и собирал местных союзников, главные среди которых были Сисидо, Кумагаи и Амано. Усилия Амако вернуть обратно под своё влияние Мори провалились, и в 1540 г. Амако Акихиса (Харухиса) отправил значительную армию, оттянутую со всех его владений, в Аки с намерением захватить замок Корияма (главное укрепление Мори с начала XIV века). У Амако было  подавляющее численное превосходство, и Мотонари заперся в Корияма, совершая набеги на войска Амако под покровом темноты и тумана, и призывая на помощь Оути. Амако разрушили ряд удалённых фортов и сожгли до основания призамковый город Ёсида. Не в состоянии убедить Мотонари подчиниться Амако попытались осадить Корияму. Оути Ёситака (大内義隆) послал своего генерала Суэ Такафуса (Харуката) снять осаду с замка Корияма, и в начале октября Суэ прибыл и объединился с войсками Мотонари; последовало ряд ожесточённых сражений. Битва при замке Ёсида-Корияма (吉田郡山城の戦い), период, обычно применяемый к общей кампании, но состоящий из нескольких этапов и боёв, длившихся в остальное время года, закончилась поражением Амако и уводом их разбитой армии из Аки в начале 1541 г. Поражение Амако помогло изолировать врагов Мори, например Такэда, которые рассчитывали на помощь Амако. Мотонари представлял угрозу для замка Канаяма (銀山城) - Такэда Нобузанэ (武田信実) бежал в провинцию Идзумо,  замок впоследствии был сдан. Это ознаменовало конец власти рода Аки Такэда.
Амако Цунэхиса умер в ноябре 1541 г. Предчувствуя большие возможности, учитывая смерть старого даймё и недавнее поражение Харухиса под Корияма, Оути Ёситака и Мори запланировали кампанию по захвату замка Гассан-Тода (月山富田城). Объединённые силы мобилизовались в январе 1542 г. Оути захватили замок Акана (赤穴城) на границе провинций Ивами-Идзумо после трёх месяцев осады, и, в конце концов, союзники приблизились к Гассан-Тода. К этому времени их войска были изнурены, а пределы их линий снабжения и численность не были достаточно мощными для штурма замка. После нескольких стычек после нового года, союзники признали поражение и отступили. 1-я битва при Гассан-Тода (月山富田城の戦い) стала переломным моментом в судьбе западных провинций. Мотонари вернулся в Корияму «зализать свои раны», в то время как Ёситака, чья уверенность навсегда была подорвана поражением, удалился в Ямагути и всё больше полагался на своих старших вассалов в управлении владениями Оути. В действительности, неудачная экспедиция может рассматриваться как успех Мори в долгосрочной перспективе. С погружением Ёситака в бездействие, у Мотонари было больше возможностей расширить и укрепить свою власть по всей провинции Аки. Тем временем Амако воспользовались их недавней победой, чтобы продвинуть своё влияние на земли к востоку от них, в провинциях Хоки, Мимасака и Биттю.
В течение следующих нескольких лет Мотонари заключил союзы с такими силами, как Кумагаи и кланом Мураками (Западные Мураками); последняя - семья, состоявшая из трёх ветвей, была, по сути, пиратской организацией Внутреннего Моря. Союз Мори с Мураками Тораясу будет приносить выгоду в ближайшие годы. В 1550 г. Мотонари устроил для своих сыновей принятие на себя лидерства двух мощных кланов Аки – Киккава и Кобаякава. Его второй сын Мотохару пошёл к Киккава, а его третий сын, Такакагэ, пошёл к Кобаякава. Старшим сыном Мотонари и наследником, бывшим когда-то заложником у рода Оути, был Такамото, отец будущего главы рода Мори Тэрумото.

## Битва при Миядзиме
Как уже упоминалось, Оути Ёситака отошёл от государственных дел после поражения в Идзумо в 1543 г. В течение следующих семи лет он вручил военные дела своим вассалам, особенно Найто и Суэ Харуката (Такафуса). Казалось бы, что Суэ пытался снова и снова предостеречь своего господина от пренебрежения военными делами, зайдя так далеко, чтобы намекать, что кто-то близкий к Оути может возбунтоваться. В 1550 г. Суэ сам восстал. Когда Харуката восстал, Ёситака был вынужден бежать из Ямагути. Убедившись, что никто из его главных вассалов не был готов помочь ему, он покончил жизнь самоубийством. Суэ быстро сделал тонкую попытку узаконить свои действия, устроив Отомо Харухидэ, младшего брата Отомо Сорина и сына одной из дочерей Оути Ёсиоки, марионеточным главой рода под именем Оути Ёсинага (大内 義長). Непосредственная реакция Мори на восстание Суэ неизвестна, но в ближайшие несколько лет он создавал видимость покорности новому господину Оути. Ни один из них не доверял друг другу, и конфликт между ними был, пожалуй, неизбежен. Мотонари, тем не менее, занял выжидательную позицию. Он ограничился расширением влияния Мори в провинции Бинго, взяв замок Такияма (滝山城) в 1552 г., и укрепил свои связи с родом Мураками.
В 1554 г. Мотонари прекратил своё притворство и отделился от Суэ, побуждая последнего собрать армию более чем из 30 000 человек. Мотонари, будучи сильнее, чем когда-либо, едва мог собрать и половины этого войска. Тем не менее, он неплохо показал себя на ранних стадиях их конфликта, разбив в июне войска Суэ при Осикихата (折敷畑の戦い). Используя обман и подкуп людей Суэ, что уже стало отличительной чертой Мотонари, Мори удалось отчасти выровнять шансы. В свою очередь, Суэ не сделал никаких серьёзных шагов против Корияма, и с окончанием сезона, пригодного для проведения кампаний, Мотонари была предоставлена небольшая передышка.
В начале лета 1555 г., Суэ снова стали угрозой, и Мотонари оказался в затруднительном положении. Харуката был отнюдь не плохим воякой, и угроза со стороны его вассалов и союзников, покинувших Мори привела Мотонари к принятию смелого и необычного плана. Его план включал остров Миядзима (宮島), место, где стоит храм Ицукусима (厳島神社), и которое воюющие стороны обычно избегали по религиозным соображениям. Предложение занять это место, которое было стратегически расположено недалеко от побережья Аки во Внутреннем Море, на самом деле пришло от генералов Мори. Сначала Мотонари отказался от идеи по тактическим соображениям. Чтобы Миядзима была жизнеспособной базой операций, замок Сакурао (桜尾城), ближайший форт к Миядзима на материке (большом острове), также должен удерживаться. Если замок Сакурао падёт, любая армия на Миядзиме рисковала оказаться изолированной. Однако собственные сомнения Мори привели его к попытке заманить Суэ именно в такое тактически затруднительное положение. Естественно, чтобы план сработал, Суэ придётся действовать соответственно, и для приманки Мотонари немедленно отдал приказ, что Миядзима должна быть занята, а также брошенный форт, расположенный довольно близко от храма Ицукусима. В сентябре Суэ попал в ловушку. Он высадился с большей частью своей армии на острове Миядзима и напал на замок Мияо (宮尾城). Когда островом овладели (включая захват замка Сакурао), Суэ бросил несколько укреплений на То-но-ока (Pagoda Hill) и осел на острове, составляя дальнейший план действий. Следует отметить, что с его точки зрения, захват Миядзимы было стратегическим преимуществом. Из этого безопасного плацдарма он мог отправиться практически к любой точке вдоль побережья Аки, а также Бинго. С последующей осени Мори приняли в основном оборонительную позицию, и у Суэ было некоторое основание чувствовать себя расслабленно в своей новой передовой крепости. Суэ, таким образом, совершил свою вторую большую ошибку – он стал тщеславным.
Мотонари привёл свою стратегию в действие. В течение недели он отвоевал замок Сакурао и позвал на помощь своего морского союзника, Мураками Тораясу. Собрав морские силы пиратов, он отправился застать врасплох Суэ на Миядзиме и выбрал идеальную ночь, чтобы сделать это. В ночь на 16 октября во время сильной грозы Мотонари и его сыновья вышли в море. В качестве отвлекающего манёвра Такакагэ проплыл мимо позиций Суэ на То-но-ока, в то время как Мотонари, Такамото и Мотохару высадились на востоке острова вне зоны видимости врага. Такакагэ высадился на рассвете, атакуя войска Суэ практически в тени огромных Врат Тории Миядзимы. Затем Мотонари напал на сбитые с толку войска Суэ с тыла, и в результате -  разгром Харуката, который покончил жизнь самоубийством в бухте Оэ (大江浦). Многие из его войск последовали его примеру, а для Мотонари Битва при Ицукусима (厳島の戦い) имела решающее значение. В 1557 г. он заставил Оути Ёсинага покончить жизнь самоубийством, а годом позже полностью подчинил провинции Суо и Нагато. Теперь Мотонари был самым могущественным даймё в западной Японии. Он официально удалился от дел в пользу Такамото в 1557 г., хотя сохранил власть над большинством дел клана.

## Правитель Западных провинций
В следующие пять лет были заняты и реорганизованы недавно приобретённые владения Оути. Кроме того, произошло ряд сражений с влиятельным даймё Кюсю Отомо, союзника Оути, а затем с Амако. Борьба сосредоточилась вокруг замка Модзи (門司城), жизненно важного форпоста на крайней северной оконечности провинции Будзэн, что на остро Кюсю. Модзи будет переходить из рук в руки несколько раз, пока окончательно не будет закреплена Такамото в 1561 году Мотонари продолжил свои успехи в провинции Ивами, и в 1560 году Хондзё Цунэмицу (本城常光) покинул Амако и присоединился к Мори. Цунэмицу сменил стороны несколько раз за последние годы между Оути и Амако, и в 1562 году, когда это стало удобным, Мотонари пришлось его убить, чтобы избежать предательства с его стороны. Как и следовало ожидать, Амако не были готовы отказаться от своей мечты господства в регионе Тюгоку и продолжали противостоять Мори. Амако Харухиса умер внезапно в 1-м месяце 1561 года, оставив своего менее одарённого сына Ёсихиса продолжать борьбу. Харухиса не много сделал, чтобы подготовить его для этой борьбы. Годами ранее (в 1554 году) Харухиса приказал убить (по неизвестным причинам) своего дядю Кунихиса, и с этого момента и до его смерти мало шагов было сделано помимо изматывания Мори в провинциях Ивами и Бинго и, заключения бесплодного пакта с Отомо. Мотонари потерял немного времени в использовании преимущества от смерти Харухиса. В 1562 году Ивами была окончательно покорена, и Мори достались серебряные рудники провинции.
Мотонари двинулся в Идзумо. Кампания была направлена на то, чтобы отрезать Гассан-Тода от его линий снабжения. В 9-м месяце 1563 года Такамото, возвращаясь с Кюсю, чтобы присоединиться к своему отцу в Идзумо, внезапно умер в поместье Ватти Санэхару (和智誠春) в провинции Бинго. Мотонари, убитый горем новостями, позднее назвал юного сына Такамото , Тэрумото, наследником и в то же время продолжал править несмотря на его преклонные годы. Хотя никаких конкретных причин смерти Такамото не было приведено, было подозрение в убийстве, так как Такамото заболел вскоре после обеда. Неожиданность его смерти наводит на мысль, что он проглотил какой-то яд. Мотонари был достаточно подозрительным к Ватти, чтобы убить Санэхару и его младшего брата несколько лет спустя, хотя его сына пощадил, и дому Ватти было позволено продолжить существование. Были также подозрения, что к этому причастны Амако. В таком случае это было бесполезный акт, так как он купил Амако очень мало времени.
Осенью 1563 года Мори блокировали замок Сирага (白鹿城), жизненно важный «спутник» Гассан-Тода в провинции Идзумо, удерживаемый Мацуда Митихиса (松田満久). Силы Амако, ведомые младшим братом Ёсихиса, Томохиса, направленные на помощь гарнизону, потерпели неудачу, и замок был сдан после 70 дней, когда его водоснабжение было отрезано. Митихиса покончил жизнь самоубийством, а его сын Масаясу (誠保) бежал и появиться вновь с попыткой восстановления Амако несколько лет спустя. В то же время, как падение замка Сирага изолировало Гассан-Тода, Мори привёл свои 25000 человек к цитадели Амако весной 1564 года. Эта кампания известна как 2-я битва при Гассан-Тода. Ёсихиса удалось выдержать атаку Мори в апреле, несмотря на подавляющее численное превосходство противника и угрозу голода. Это стоило Мотонари умеренных потерь и вынудило его отступить для реорганизации. В 8-й месяц 1565 года Мотонари вернулся и на этот раз решил взять Гассан-Тода измором. Мотонари проводил политику, направленную на отказ принимать дезертиров, которая имела своей целью быстрое сокращение запасов еды в замке. Для последнего штриха, он сделал шаг, который должен был подорвать лидерство защитников. Вассал Ёсихиса, Уяма Хисаканэ (宇山久兼), показал себя человеком как мудрого суждения, так и непоколебимой преданности Амако. Мотонари, следовательно, распространил слухи в стенах замка о лояльности Уяма. Ёсихиса ложно обвинил Хисаканэ в измене и убил его. Боевой дух голодающих защитников был сломлен. Не удивительно, что когда Мотонари отменил свой запрет на принятие дезертиров, тысячи полуголодных солдат покинули обреченный замок. Наконец, в январе 1566 года Ёсихиса сдался. Возможно, к удивлению всех вовлечённых сторон (включая самого Ёсихиса), Мори пощадил жизнь поверженного человека, позволив ему принять монашеский постриг, и сослав в Enmyouji [円明寺] в провинции Аки.
Мотонари прожил ещё пять лет, уйдя из жизни в возрасте 74 лет в замке Корияма, став одним из величайших военачальников середины XVI века. Под его руководством Мори расширились от нескольких районов в Аки до правителей десяти из одиннадцати провинций Тюгоку. Мотонари был известен даже в своё время, как мастер уловок и обмана, полководец, чьи планы выиграли так много сражений, как и его солдаты. Его величайшие победы: Арита-Накайдэ, Ёсида-Корияма, и Ицукусима были против численно превосходящих врагов и включали решительные действия со стороны Мотонари. Интересно, что его, возможно, лучше помнят, по крайней мере за пределами Японии, за событие, которое вероятно никогда не происходило — «урок о трёх стрелах». В этой притче Мотонари даёт каждому из трёх своих сыновей стрелу, чтобы сломать. Затем он даёт им три связанные стрелы и указывает, что хотя одна стрела может быть сломана легко, но не так как три, объединённые как одна. Тремя сыновьями были, конечно, Такамото, Мотохару и Такакагэ, и этот урок один из тех, что японские дети до сих пор учат в школе сегодня. У него на самом деле было ещё шестеро других сыновей, двое из которых умерли в младенчестве (Мотоаки, Мотокиё, Мотомаса и (Кобаякава) Хидэканэ). Вассалы Сидзи Хироёси, Кутиба Митиёси, Кумагаи Нобунао, Фукухара Садатоси, Кацура Мотодзуми, Кодама Наритада, Кокуси Мотосукэ, Хирага Хиросукэ и Итикава Цунэёси помогали Мори Мотонари в его правление. Тем не менее, его величайшими генералами были его собственные сыновья Кобаякава Такакагэ и Киккава Мотохару, «Две Реки» (игра символов «Кава» в их именах).
Хорошо известна «одна линия, три звезды» — символ клана Мори, который был унаследован от основателя семьи Оэ Хиромото. В дополнение к тому, что Мотонари был талантливым генералом, он был также выдающимся поэтом и покровителем искусств. Сохранившиеся письма, написанные его внуком Мори Тэрумото, описывают Мотонари как строгого и требовательного человека с острым взглядом. Ему наследовал Тэрумото, который был сыном покойного Такамото.
Мотонари, его жена и трое его сыновей были похоронены в Обаи-ин (黄梅院), в побочном храме Дайтокудзи в Киото.